# Копачинская, Ванда Станиславовна
Ванда Станиславовна Копачинская (22 июня 1906 — 30 апреля 1976) — украинская советская спортсменка (стрельба из лука).

## Биография
Родилась 22 июня 1906 года в семье польских шляхтичей Копачинских. Стрельбой из лука заинтересовалась довольно поздно (в 50 лет). Через два года тренировок выполнила норматив мастера спорта СССР. В 55 лет стала чемпионкой СССР. Тренером Ванды Копачинской был заслуженный тренер СССР Труш Роман Иванович (сын художника Ивана Труша). В возрасте 60 лет находилась в составе сборной команды УССР. Одна из немногих обладателей звания «Почётного мастера спорта СССР» по стрельбе из лука.
Передавала опыт молодым спортсменам, обучая их в Львовской детско-юношеской спортивной школе «Олимпия» со времени её основания в 1972 году; подготовила лично более десяти мастеров спорта, в частности Александра Калиниченко. Ученики Копачинской часто называли её «Мама Ванда». Как педагог она была оптимистом, любила детей и умела работать со сложными учениками. Сохраняла свою высокую спортивную форму вплоть до 70-летнего возраста, когда начали сказываться проявления тяжёлой неизлечимой болезни.
Ванда Копачинская умерла 30 апреля 1976 года.